# Catherine Madox Brown
Catherine Madox Brown Hueffer (11 novembre 1850 - 1927), également connue sous le nom de Cathy, la première enfant de Ford Madox Brown et d'Emma Hill, est une artiste et modèle associée aux préraphaélites et mariée à l'écrivain Francis Hueffer.

## Biographie
Née hors mariage de Ford Madox Brown et d'Emma Matilda Hill le 11 novembre 1850 à Londres, Catherine porte le nom de la mère d'Emma. Emma et Catherine posent comme la mère et l'enfant dans Pretty Baa-Lambs. Les parents de Catherine se sont mariés en 1853.
Elle épouse Francis Hueffer le 3 septembre 1872. Ils ont deux fils survivants, Ford Madox Ford (1873-1939) et Oliver Madox Hueffer (1877-1931), tous deux écrivains. Leur fille, Juliet Soskice, épouse le journaliste révolutionnaire russe David Soskice, avec qui elle a trois fils dont Frank Soskice, futur ministre de l'Intérieur.
Francis Hueffer est décédé en janvier 1889. Emma laisse à Catherine tous ses biens après sa mort en septembre 1890.
Elle commence à peindre avec sa demi-sœur Lucy Madox Brown, alors qu'elles sont modèles et travaillent comme assistantes sous la direction de leur père. D'autres artistes féminines préraphaélites telles que Georgiana Burne-Jones (en), la sœur de Thomas Seddon et Marie Spartali Stillman ont également pris des cours dans le même atelier.

## Galerie

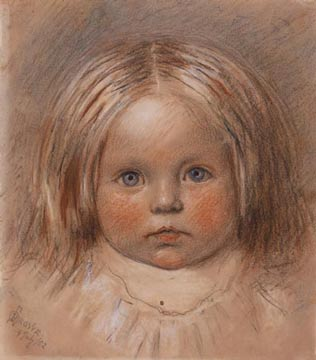
Catherine Madox Brown, Portrait of the artist's second daughter par Ford Madox Brown, 1852, Walker Art Gallery, 19 cm x 16.5 cm, Accession Number WAG10507
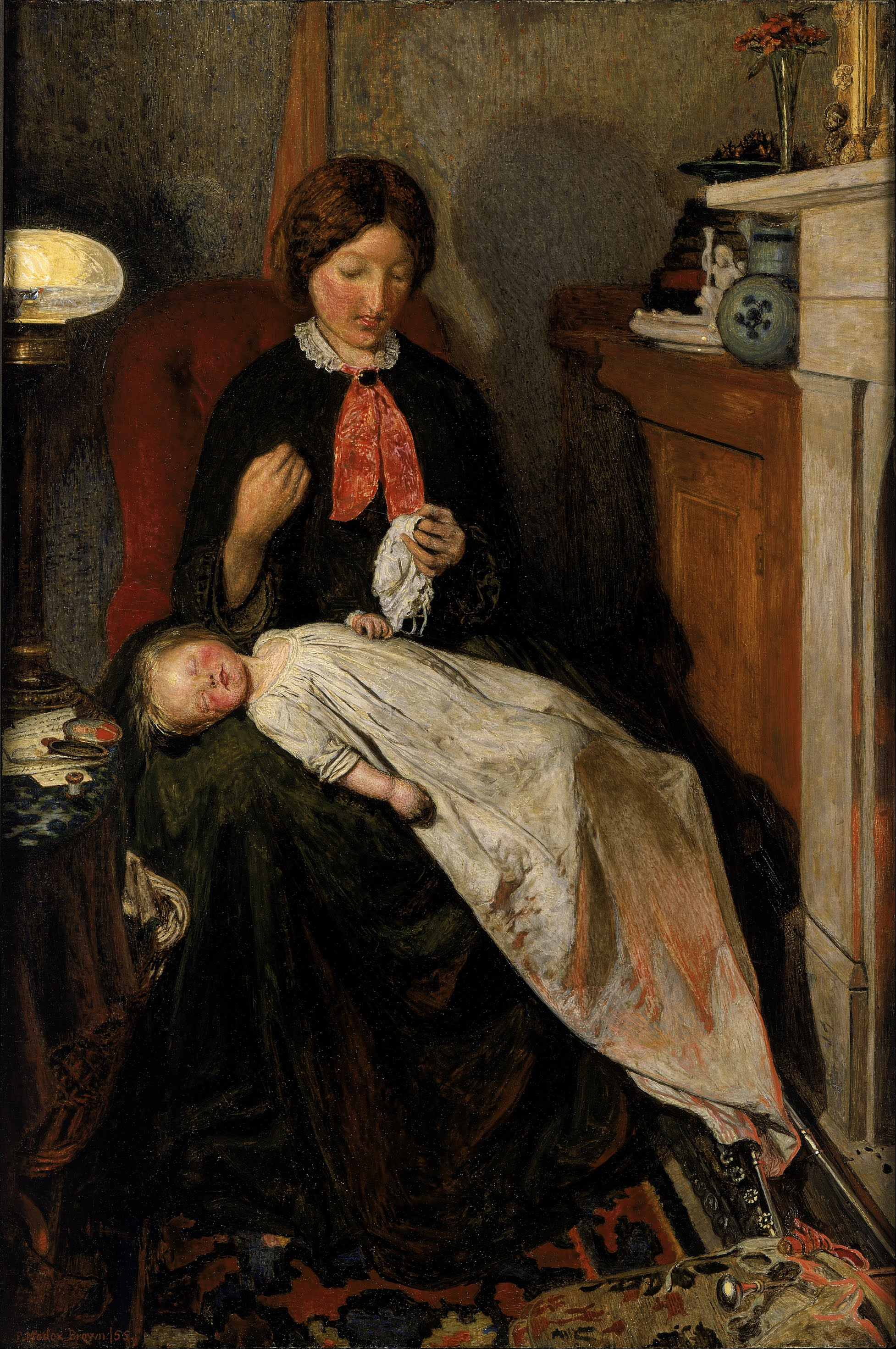
Waiting: an English fireside of 1854-55 par Ford Madox Brown
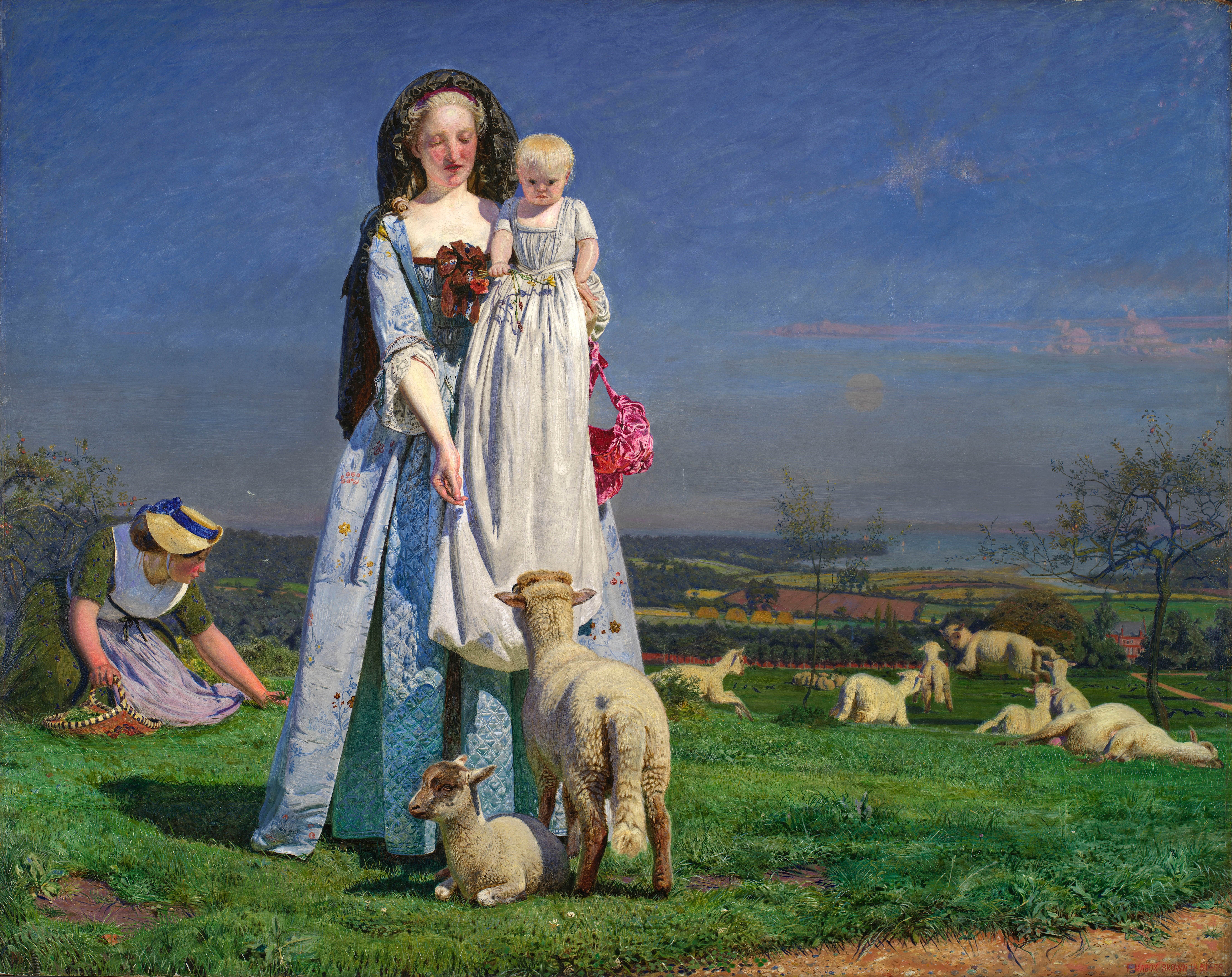
Pretty Baa-Lambs par Ford Madox Brown, 1851/1859, Birmingham Museums and Art Gallery
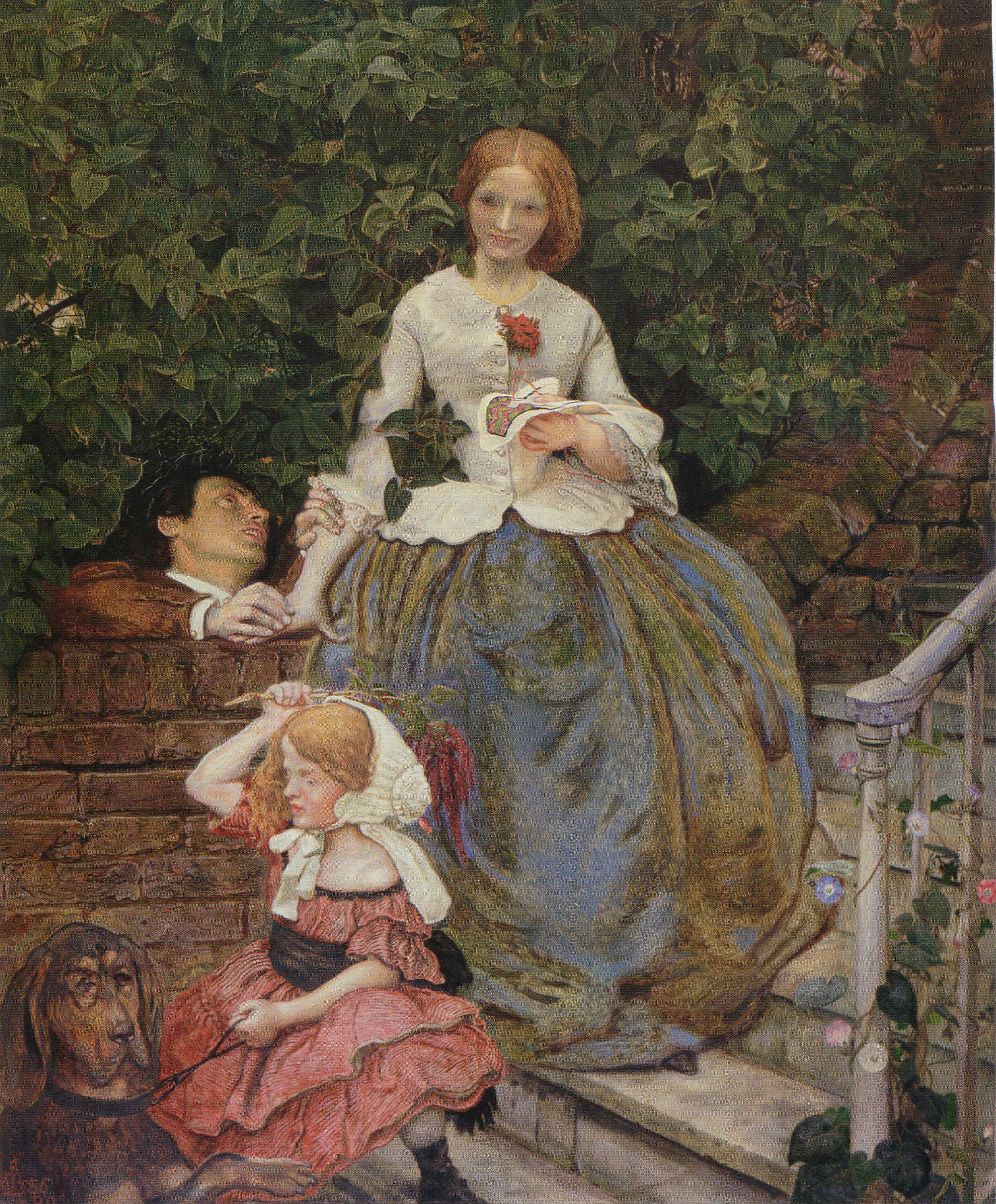
Stages of Cruelty (Catherine Madox Brown enfant), 1857, Manchester Art Gallery
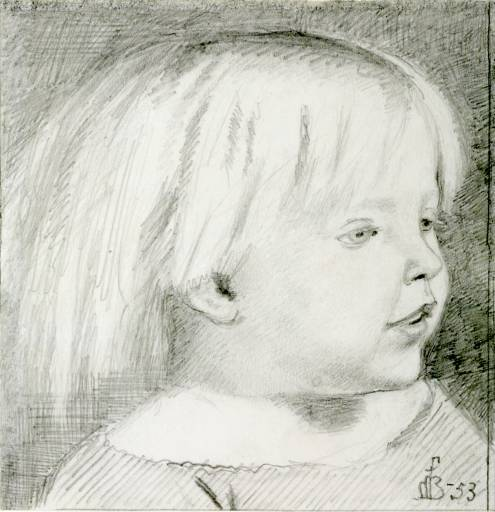
Cathy Madox Brown, crayon, Tate Gallery